# 高知県立安芸桜ケ丘高等学校
高知県立安芸桜ケ丘高等学校（こうちけんりつ あきさくらがおかこうとうがっこう）は、高知県安芸市桜ケ丘町にあった県立高等学校。

## 設置学科
- 工業に関する学科
  - 環境建設科
    - 土木専攻
    - 建築専攻

  - 環境エネルギー科
    - 環境工学コース
    - 電気システムコース
- 商業に関する学科
  - 情報ビジネス科
    - ビジネスコース
    - デザインコース

## 沿革
- 1963年（昭和38年）4月 - 高知県立安芸高等学校工業科（工業化学科・電気科）として発足。
- 1966年（昭和41年）3月 - 高知県立安芸工業高等学校として独立。
- 1973年（昭和48年）4月 - 建築科増設。
- 1992年（平成4年）4月 - 建築科を建設科（土木専攻・建築専攻）に改編。
- 2002年（平成14年）4月 - 高知県立安芸桜ケ丘高等学校に改称、学科改編。
- 2018年（平成30年）4月 - 環境エネルギー科の生徒募集を停止。
- 2023年（令和5年）4月1日 - 高知県立安芸高等学校と統合する形で廃止[1]。